# زردپره شکم‌گلی
زردپره شکم‌گلی یا زردپره روزیتا (نام علمی: Passerina rositae) گونه‌ای از پرندگان خانواده کاردینالان، (کاردینال‌ها یا نوک‌بزرگ‌های کاردینال) است که بومی منطقه بسیار کوچکی از جنوب مکزیک است.